# Шкелтова
Шкелтова (латыш. Šķeltova) — населённый пункт в Краславском крае Латвии, административный центр Шкелтовской волости. Расстояние до города Краслава составляет около 19 км.
По данным на 2015 год, в населённом пункте проживало 205 человек. Есть волостная администрация, начальная школа, библиотека, дом культуры, почтовое отделение, фельдшерский и акушерский пункт.
В Шкелтовском доме культуры работают: вокальный ансамбль «Звонница», детская танцевальная группа, драматический кружок, вокально-инструментальная группа «Foršs laiks».

## История
Построенная в 1836 году шкелтовская православная церковь Святого Николая является национальным памятником архитектуры.
В советское время населённый пункт был центром Шкелтовского сельсовета Краславского района. В селе располагалась центральная усадьба колхоза «Молодая гвардия».